# Valdemar Atterdags invasion av Gotland
Valdemar Atterdags invasion av Gotland ägde rum i juli 1361. 
Den danske kungen Valdemar Atterdags trupper vann flera strider på Gotland mot gutniska trupper, den sista utanför Visby den 27 juli. Visbys invånare dagtingade och öppnade stadsportarna för segraren varefter den så kallade brandskattningen av Visby ägde rum, en händelse som omgivits av flera myter. Kungen utfärdade privilegiebrev för Visby vilket bekräftade stadens forna privilegier.
Det är i eftertid svårt att skilja dikt från sanning av det som skedde, eftersom det finns ganska få samtida källor. Att Valdemar Atterdag var på Gotland och krigade mot bönderna är säkert, och också att slaget utanför Visby var ett av de blodigaste i Nordens historia, men påståenden om brandskattningen är svåra att belägga. En rad myter och sägner har levt vidare in i våra dagar. Den svenske kungen Magnus Eriksson utsände 1 maj 1361 en skrivelse där han varnade borgarna i Visby angående en förestående attack. Valdemars angrepp mot Gotland föreföll väntat.
Kvarlevorna efter de stupade i striden utanför kastades i massgravar, ofta med rustningarna på, vilket gjort att många av dessa bevarats. Den mest kända massgraven ligger vid Korsbetningen.

## Bakgrund
När Skåne 1360 hade återgått till Danmark hade den danske kungen för avsikt att låta de rika köpmännen i hansestäderna betala för en förnyelse av sina privilegier för handeln.
Det privilegiebrev som Valdemar 29 juli 1361, två dagar efter slaget vid ringmuren, utfärdade för Visby tillförsäkrade staden "alla de rättigheter och friheter som den sedan gammalt innehaft". I brev från Visby till övriga hansestäder 1362 sägs hansans gods i staden ha räddats genom att betala för det, vilket skulle kunna innebära att någon slags beskattning utkrävts. Valdemars angrepp på Visby ledde till konflikt mellan Danmark och Hansan, som såg Visby som sin stad.

## Fälttåget

### Landstigningen på Gotland
Kung Valdemar seglade med sin flotta först mot Öland. Efter att ha intagit försvarstornet i Borgholm gick flottan till Gotland. Den 22 juli siktades vid Stora Karlsö en flottstyrka bestående av bland annat koggar. Eskadern omfattade trettiotalet fartyg. Landstigningen ägde rum senare på dagen, möjligen i Vivesholm vid Klintehamn, alternativt vid Kronvalds fiskeläge på Ekstakusten på öns västsida. Enligt de samtida berättelserna satte sig den i hast uppbådade lantbefolkningen till motvärn och utkämpade flera häftiga strider mot Valdemars 1800 knektar av vilka värvade tyska soldater utgjorde huvuddelen. Dessa var yrkeskrigare i modern rustning. Den gotländska folkuppbådet, fördelat på sex stridsavdelningar, så kallade settingar, slogs tillbaka den 24 juli vid Fjäle myr.

### Slaget vid Visby
Den sista av tre stora sammandrabbningar stod utanför ringmuren. Den 26 juli marscherade Valdemars trupper till Visby dit de nådde före den gotländska milisen. Den 27 juli angrep Valdemars trupper först gotlänningarna med armborst. Detta antas ha slagit ut en femtedel av gutarnas milis. Därefter vidtog närstriden i vilken bondehären lätt kunde besegras. Under slaget hölls stadsportarna låsta. En lübsk krönika berättar mer allmänt om ett blodigt nederlag eftersom bönderna var obeväpnade och ovana vid strid. Enligt en Visbyuppteckning stupade 1 800 gutar i slaget. På den danska sidan miste 300 knektar livet. De begravdes i fem-sex massgravar nära Solberga nunneklosters kyrkogård, vid Söderport. De fallna begravdes iförda sina rustningar medan svärd och stridsyxor togs tillvara. Vid utgrävningar har väl bevarade ringbrynjor påträffats tillsammans med annan krigsmateriel från den tiden. En tid efter slaget restes ett minneskors vid Korsbetningen intill Solberga nunnekloster öster om ringmuren. Korsets latinska inskription lyder i svensk översättning "I Herrens år 1361, den 27. juli, föllo framför Visby portar, i danskarnas händer, de här begravda gutarna. Bed för dem."

### Dagtingan
Två dagar efter striderna kapitulerade rådet i Visby. Därefter öppnades stadsportarna för danskarna. Borgarna i Visby deltog troligtvis inte i striden utanför staden, utan hade en annan inställning till den anfallande övermakten än landsbygden, och valde förhandlingar när slaget var över, för att undvika belägring och en förödande stormning. De hade dessutom bättre möjligheter att kunna förhandla innanför skyddande murar än vad befolkningen hade på den öppna landsbygden. Staden erkände Valdemar som ny härskare över Visby och Gotland och den danske kungen svarade med att bekräfta Visbys stadsprivilegier, bland annat rätten att slå egna mynt. Visbys borgare behöll greppet om stadens förvaltning, beskattning och rättsskipning.

### Brandskattning
Visby plundrades inte. I stället brandskattades staden som betalning för uppgörelsen. Enligt sägnen sägs kungen ha ställt fram tre ölkar på Visby torg och krävt att Visbyborna inom tre "solmärken" skulle ha fyllt karen med guld, silver och andra dyrbarheter. Enligt en krönika förliste vid Karlsöarna ett av Valdemars skepp med dyrbart gods, som tagits från kyrkor, kloster och borgare, under färden åter till Danmark.

## Följder
Händelsen utgjorde ett svårt bakslag för Visby. Redan tidigare hade dock stadens makt börjat minska. Staden hade fått konkurrenter i de nordtyska städernas handlingskraftiga köpmän, särskilt från Lübeck, vilka seglade förbi Gotland och direkt till Ryssland.
Valdemar hade samtidigt inte ostraffat brandskattat en medlem av Hansan, som vid den tiden hade nått sin höjdpunkt i makt och inflytande. 77 hansestäder, från Nederländerna till Livlands kust, bildade ett anfallsförbund och fick stöd från några tyska furstar. I detta läge stod Valdemar maktlös, då hanseaterna behärskade sjön, och freden blev dyrköpt.

## Framställning av kriget i konst, litteratur och musik
Flera svenska målare, författare och tondiktare har använt detta medeltidsmotiv i sina verk. 
- Carl Gustaf Hellqvist, Valdemar Atterdag brandskattar Visby (målning 1882)
- Verner von Heidenstam, Svenskarna och deras hövdingar (1908)
- Selma Lagerlöf, Osynliga länkar (1894)
- Sven Ulric Palme, Valdemarståget (1946)
- Andreas Hallén, Waldemarsskatten (opera 1898)
- Olov Svedelid, Striden vid Ringmuren (1979)